# Nepal ai Giochi della XXX Olimpiade
Il Nepal ha partecipato ai Giochi della XXX Olimpiade di Londra, che si sono svolti dal 27 luglio al 12 agosto 2012, con una delegazione di 5 atleti.
Il portabandiera nella cerimonia di apertura è stato il nuotatore Prasiddha Jung Shah.

## Atletica leggera
| Gara  | Atleta          | Batterie | Batterie | Quarti          | Quarti          | Semifinali      | Semifinali      | Finale          | Finale          |
| Gara  | Atleta          | Tempo    | Pos.     | Tempo           | Pos.            | Tempo           | Pos.            | Tempo           | Pos.            |
| ----- | --------------- | -------- | -------- | --------------- | --------------- | --------------- | --------------- | --------------- | --------------- |
| 100 m | Tilak Ram Tharu | 10.90    | 5        | non qualificato | non qualificato | non qualificato | non qualificato | non qualificato | non qualificato |

| Gara  | Atleta        | Batterie | Batterie | Quarti          | Quarti          | Semifinali      | Semifinali      | Finale          | Finale          |
| Gara  | Atleta        | Tempo    | Pos.     | Tempo           | Pos.            | Tempo           | Pos.            | Tempo           | Pos.            |
| ----- | ------------- | -------- | -------- | --------------- | --------------- | --------------- | --------------- | --------------- | --------------- |
| 100 m | Pramila Rijal | 13.33    | 7        | non qualificata | non qualificata | non qualificata | non qualificata | non qualificata | non qualificata |

## Tiro
| Gara                        | Atleta    | Qualificazioni | Qualificazioni | Finale          | Finale          | Finale          |
| Gara                        | Atleta    | Punteggio      | Pos.           | Punteggio       | Punt. totale    | Pos.            |
| --------------------------- | --------- | -------------- | -------------- | --------------- | --------------- | --------------- |
| Carabina 10m aria compressa | Sneh Rana | 383            | 54ª            | Non qualificata | Non qualificata | Non qualificata |

## Nuoto
| Gara              | Atleta              | Batterie | Batterie | Semifinali      | Semifinali      | Finale          | Finale          |
| Gara              | Atleta              | Tempo    | Pos.     | Tempo           | Pos.            | Tempo           | Pos.            |
| ----------------- | ------------------- | -------- | -------- | --------------- | --------------- | --------------- | --------------- |
| 50 m stile libero | Prasiddha Jung Shah | 26.93    | 47       | non qualificato | non qualificato | non qualificato | non qualificato |

| Gara               | Atleta        | Batterie | Batterie | Semifinali      | Semifinali      | Finale          | Finale          |
| Gara               | Atleta        | Tempo    | Pos.     | Tempo           | Pos.            | Tempo           | Pos.            |
| ------------------ | ------------- | -------- | -------- | --------------- | --------------- | --------------- | --------------- |
| 100 m stile libero | Shreya Dhital | 1:10.80  | 47       | non qualificata | non qualificata | non qualificata | non qualificata |